# Autobahnkreuz Chemnitz
Das Autobahnkreuz Chemnitz (Abkürzung: AK Chemnitz; Kurzform: Kreuz Chemnitz) ist ein Autobahnkreuz in Sachsen, das sich in der Metropolregion Mitteldeutschland befindet. Hier kreuzen sich die Bundesautobahn 4 (Aachen – Eisenach – Dresden, E 40) und die Bundesautobahn 72 (Hof – Leipzig).

## Geographie
Das Kreuz befindet sich auf dem Gebiet der Stadt Chemnitz. Nächstgelegene Orte sind Chemnitz-Röhrsdorf, Kändler, Chemnitz-Rabenstein und Chemnitz-Rottluff. Es befindet sich etwa 5 km nordwestlich der Chemnitzer Innenstadt und etwa 60 km südöstlich von Leipzig.
Das Autobahnkreuz trägt auf der A 72 die Nummer 17, auf der A 4 die Nummer 68.

## Geschichte
Das Autobahnkreuz wurde 1939 ursprünglich als Autobahndreieck in Form einer rechtsgeführten Trompete errichtet. Es verband die Reichsautobahnstrecke 83 von Dresden nach Meerane mit der Reichsautobahn 84 nach Zwickau. Frühe Namen waren Zwickauer Abzweig und Abzweig Plauen. Ab 1949 wurde das Autobahndreieck von Motorsportlern zu Testzwecken genutzt.
1952 und 1953 folgte unter der Bezeichnung Autobahnschere Chemnitz die Nutzung als Motorsport-Rennstrecke. Nach der Umbenennung der Stadt Chemnitz in Karl-Marx-Stadt hieß das Dreieck Abzweig Karl-Marx-Stadt. Nach der Wende bekam das Bauwerk die deutschlandweit einheitliche Bezeichnung Dreieck.
Damit die BAB 72 nach Leipzig weitergeführt werden konnte, wurde weiter westlich ein Neubau errichtet, der die Voraussetzungen für die Verlängerung der A 72 nach Leipzig schaffte. Er wurde Ende des Jahres 2001 übergeben. Am 14. November 2006 wurden die Fahrspuren Richtung Leipzig freigegeben. Das Dreieck Chemnitz bekam die neue Bezeichnung Kreuz Chemnitz.

## Ausbauzustand
Die A 4 ist in diesem Bereich sechsspurig ausgebaut. Die A 72 ist auf vier Fahrstreifen befahrbar. Die Rampe Hof – Dresden und Dresden – Hof sind zweispurig. Alle anderen Rampen sind einstreifig.

## Besonderheiten
Eine bauliche Besonderheit besteht in einer halbdirekten Rampe Dresden–Hof, die zuerst die A4 und die A72 überbrückt und dann in ihr mündet. Dafür fehlt die indirekte Rampe.

## Verkehrsaufkommen
| Von                         | Nach                         | Durchschnittliche tägliche Verkehrsstärke | Durchschnittliche tägliche Verkehrsstärke | Durchschnittliche tägliche Verkehrsstärke | Anteil Schwerlastverkehr | Anteil Schwerlastverkehr | Anteil Schwerlastverkehr |
| Von                         | Nach                         | 2005                                      | 2010                                      | 2015                                      | 2005                     | 2010                     | 2015                     |
| --------------------------- | ---------------------------- | ----------------------------------------- | ----------------------------------------- | ----------------------------------------- | ------------------------ | ------------------------ | ------------------------ |
| AS Limbach-Oberfrohna (A 4) | AK Chemnitz                  | 45.800                                    | 38.400                                    | 46.300                                    | 12,4 %                   | 13,6 %                   | 14,5 %                   |
| AK Chemnitz                 | AS Chemnitz-Mitte (A 4)      | 80.400                                    | 85.900                                    | 83.900                                    | 12,4 %                   | 13,3 %                   | 13,2 %                   |
| AS Chemnitz-Rottluff (A 72) | AK Chemnitz                  | 53.500                                    | 71.800                                    | 76.300                                    | 10,9 %                   | 11,5 %                   | 12,6 %                   |
| AK Chemnitz                 | AS Chemnitz-Röhrsdorf (A 72) | -                                         | 23.400                                    | 32.400                                    | -                        | 10,5 %                   | 09,4 %                   |